# Phintella multimaculata
Phintella multimaculata là một loài nhện trong họ Salticidae.
Loài này thuộc chi Phintella. Phintella multimaculata được Eugène Simon miêu tả năm 1901.